# ファル・ディアニェ
セリニェ・ファル・ディアニェ（Serigne Fallou Diagne 、1989年8月14日 - ）は、セネガル・ダカール出身のプロサッカー選手。セネガル代表。コンヤスポル所属。ポジションはディフェンダー。

## クラブ経歴
地元ダカールのクラブでプレーを始め、2007年1月にFCメスに加入。
2014年8月、SCフライブルクからスタッド・レンヌに150万ユーロで移籍。契約は3年。
2016年7月、ヴェルダー・ブレーメンに移籍。移籍金は150万から200万ユーロ。
2017年1月、2017-18シーズン終了までの期限付き移籍でFCメスに復帰。
2018年8月、コンヤスポルに2年契約で移籍。

## 代表歴
2016年5月開催のルワンダ代表戦でA代表初出場。